# WWF SmackDown! 2: Know Your Role
WWF SmackDown! 2: Know Your Role (Exciting Pro Wrestling 2 в Японии) — компьютерная игра 2000 года для PlayStation в жанре симулятора рестлинга, разработанная Yuke’s и изданная THQ. Игра основана на еженедельных выпусках телевизионной программы SmackDown! промоушна World Wrestling Federation (WWF, ныне WWE).
Вторая часть серии SmackDown!, выпущенная спустя менее чем полгода после выхода предыдущей игры. Данная видеоигра стала самой продаваемой в жанре спортивных единоборств на PlayStation, всего продано 3,2 миллиона копий.

## Геймплей

### Особенности игрового процесса
Данную игру можно считать полноценной преемницей первой части. Основные игровые механики были оставлены без изменений. Разработчики сконцентрировались на расширении возможностей движка симулятора. Геймплей стал более разнообразным. Количество игровых персонажей увеличилось, что повысило вариативность поединков. Появились новые типы матчей: с гробом, «Ад в клетке» и др. База доступных боевых приёмов была существенно расширена. Также разработчики переработали баланс эффективности и урона от применяемых ударов и захватов. В отличие от предыдущей игры завершающий приём (англ. Finisher Move) не гарантирует быструю победу техническим нокаутом. В то же время игра поощряет использование комбинаций атак: если выполнить несколько приёмов подряд и в конце провести «любимый» приём выбранного персонажа, можно завершить поединок за короткое время. Кроме того, скорость игры повысилась: персонажи стали двигаться быстрее, а возможности для контратаки значительно выросли. В частности, в арсенале бойцов стало больше перехватов.
Также разработчики доработали характеристики рестлеров, чтобы они более соответствовали их реальным прообразам. Основные навыки игровых персонажей (Сила, Ловкость, Техничность, Твердость) были перенесены из первой части серии. Каждый навык состоит из трех параметров, которые должны отражать общий «класс» и специализацию бойца:
- Уровень владения (чем выше уровень, тем больше доступно боевых приёмов выбранного навыка);
- Атака (наносимый приёмом урон и вероятность его удачного выполнения);
- Защита (возможность уклонения и перехвата приёмов этого навыка).

Благодаря разным сочетаниям параметров игровые персонажи стали более уникальными, лучше отражая боевые стили своих прообразов. Например, одни рестлеры имеют высокую выносливость, другие — крайне техничны, третьи — наносят больше урона своими атаками.
Небольшие изменения коснулись взаимодействия с окружением. Вокруг основного ринга появились новые элементы (стальные ступени, столы комментаторов), которые можно использовать во время поединка. Закулисные территории стали более разнообразными, хотя и остались доступны только в определённых режимах игры.
Крупным нововведением стало появление группировок и усовершенствование командных матчей. Каждая команда получила оригинальный видеоролик, а иногда и музыкальное сопровождение, а также празднование победы. Члены одной группировки случайным образом могут вмешиваться в матчи, чтобы помочь своим товарищам. В основном меню игры появился раздел, где можно изменять состав существующих группировок и их некоторые атрибуты. В классических матчах два на два теперь можно проводить боевые приёмы в команде. Эта опция возможна только во время передачи права боя посредством специальной комбинации кнопок контроллера.

### Карьерный режим
Режим сезона (англ. The Season Mode), унаследованный из предыдущей части, — визитная карточка видеоигры, поэтому разработчики уделили ему особенное внимание. Этот режим претерпел много изменений, далеко не все из которых нашли положительный отклик от игроков.
В игре отсутствует режим «Предсезонки», который знакомил игроков с механиками симулятора. При этом в основном режиме увеличилось количество реальных сюжетов из шоу WWF. На протяжении игрового года игроки могут пережить яркие эпизоды телевизионных программ промоушна 2000 года: противостояние Скалы и Игрока, уничтожение Стивом Остином автобуса Дегенератов Икс, появление Шона Майклза в качестве специального судьи и другие истории. В то же время после прохождения всех сюжетов игровой процесс превращается в рутину, наполненную повторяющимися событиями.
В процессе прохождения режима периодически открываются новые рестлеры (например, чтобы сделать играбельным Стива Остина, необходимо пройти первый месяц в игре), оформления ринга, типы матчей, боевые приёмы и элементы одежды для кастомизации созданных персонажей.
Большим недостатком игры является большое количество длинных загрузок, что особенно сказывается на режиме сезона. В карде шоу выросло количество матчей (8 против 6 в первой части). Перед каждым из них и после (даже если игрок никак не задействован в поединке) происходит загрузка. То же самое происходит и при воспроизведении кат-сцен на игровом движке.
В данном режиме многое зависит от выбора игрового персонажа. Если играть за одну из главных суперзвезд федерации, то в каждый игровой день можно будет поучаствовать в матче. Однако если выбрать второстепенного рестлера или созданного персонажа, то он будет попадать в кард в лучшем случае раз в месяц игры. В режиме отсутствуют инструменты, чтобы повлиять на частоту появлений в ТВ-шоу. Тем не менее, периодически выбранный персонаж участвует в мини-сюжете с неизвестным рестлером, победа над которым открывает новые элементы для кастомизации. Используя эти элементы внешности, можно создать секретных персонажей (см. список ниже).

### Режимы создания и редактирования персонажей
В игре присутствует пять режимов. Из предыдущей игры были заимствованы создание персонажа и PPV. Впервые появилась возможность изменить и создать с нуля группировку, менеджера, фирменный жест или насмешку (англ. taunt).
В режиме создания группировки можно изменить название и состав участников действующих или новых команд, добавить туда членов (максимальное количество — четыре), выбрать другое музыкальное сопровождение и празднование победы. Все изменения отражаются в доступных игровых режимах, в том числе в режиме сезона. По похожему принципу построен режим создания менеджера. К любому персонажу можно прикрепить сопровождение. Единственное условие — менеджер выбирается из категории «Другие» раздела «Ранги». На старте игры для назначения доступны следующие персонажи: Винс Макмэн, Стефани Макмэн, Шейн Макмэн, Тори, Триш Стратус, Пол Берер, Мэнкайнд, Стивен Ричардс. В режим создания насмешки интегрирован расширенный игровой редактор. Можно использовать готовые шаблоны или покадрово редактировать имеющиеся анимации. Режим создания PPV не сильно изменился по сравнению с первой игрой, адаптировавшись под переработанный игровой движок.
Наибольшие изменения коснулись режима создания персонажа. Теперь доступно десять слотов для новых рестлеров. Помимо использования готовых шаблонов, как в предыдущей игре, стала возможна полная детализация внешности. Усовершенствованный редактор позволяет изменить большинство частей тела, основные черты лица, прическу, рельеф тела, экипировку, добавлять татуировки, пирсинг и прочие аксессуары. Целиком был переделан раздел редактирования личности рестлера. Игрок может выбрать любые пять характеристик, которые определят образ создаваемого персонажа. Среди них черты характера (храбрость, трусость и др.), предыстория (бывший каратист, травма спины и др.), предпочтения в матчах (хорош или плох в матчах со столами и др.), взаимоотношения с другими персонажами (дружит или ненавидит кого-либо). Данные характеристики могут увеличить или уменьшить количество очков для распределения по навыкам. Также они учитываются компьютером при симуляции в режиме сезона.
На этапе распределения очков умений можно прокачивать четыре стиля: Сила, Ловкость, Техничность, Твердость. Максимальный четвертый уровень владения навыком открывает большинство боевых приёмов выбранной ветки: от самых слабых до сильных. У каждого умения есть возможность улучшить атаку (отвечает за урон и уязвимость перед перехватами) и защиту (отвечает за способность уклоняться и перехватывать приёмы выбранного навыка).
Этап подбора приёмов также сильно изменился. Во-первых, расширилась база боевых приёмов. Во-вторых, теперь перед выбором игрок может посмотреть визуализацию на ринге, что не было возможным в предыдущей части.

## Список игровых персонажей

### Основной ростер
- «Альберт» Мэтт Блум
- «Эл Сноу» Аллен Сарвен
- «Большой Босс» Рэймонд Трейлор
- «Брэдшоу» Джон Лэйфилд
- «Бубба Рэй Дадли» Марк Ломонако
- Булл Бьюканан[англ.]
- «Крэш Холли» Майкл Локвуд
- Крис Бенуа
- «Крис Джерико» Кристофер Ирвайн
- «Кристиан» Уильям Ресо
- Дин Маленко
- «Ди’ло Браун» Эйси Коннор
- «Ди-вон Дадли» Дивон Хьюз
- «Эдж» Адам Коуплэнд
- Эдди Герреро
- «Эсса Риос» Хосе Дельгадо Сальданья[англ.]
- Шоичи Фунаки[англ.]
- «Гангрел» Дэвид Хит
- «Фаарук» Рон Симмонс
- «Крестный отец» Чарльз Райт
- «Гранд Мастер Сексей» Брайан Кристофер
- «Хардкор Холли» Роберт Говард-мл.
- Мэтт Харди
- Джефф Харди
- «Кейн» Глен Джейкобс
- Курт Энгл
- «Мэнкайнд» Мик Фоли
- Марк Генри
- Винс Макмэн
- «Пол Берер» Уильям Муди
- Перри Сатурн
- «Дорожный Пёс» Брайан Джеймс
- «Рикиши» Солофа Фату-мл.
- «Скала» Дуэйн Джонсон
- «Скотти Ту Хотти» Скотт Гарленд
- Шэйн Макмэн
- Стив Блэкмен
- «Стиви Ричардс» Майкл Манна[англ.]
- «Тэзз» Питер Сенерчиа
- «Така Мичиноку» Такао Йосида[англ.]
- «Трипл Эйч» Пол Левек
- «Тест» Эндрю Мартин
- «Гробовщик» Марк Кэлвей
- «Икс-Пак» Шон Уолтман
- «Вал Венис» Шон Морли
- «Висцера» Нельсон Фрейзер
- «Айвори» Лиза Моретти
- «Жаклин» Жаклин Мур
- «Кэт» Стэйси Картер
- Стефани Макмэн
- «Чайна» Джоан Лорер
- «Тори» Терри Поч[англ.]
- «Триш Стратус» Патрисия Стратиджис
- «Лита» Эми Дюма

### Открываемые персонажи
Эти персонажи появляются в ростере в процессе прохождения первого игрового года в карьерном режиме.
- «Билли Ганн» Монти Сопп
- «Ледяная Глыба» Стив Остин
- «Шон Майклз» Майкл Хиккенботтом
- Мик Фоли
- «Кактус Джек» Мик Фоли
- Дебра Маршалл
- Пат Паттерсон
- Джеральд Бриско
- «Джоуи Эбс» Джейсон Арндт[англ.]
- «Пит Гас» Питер Гаспарино[англ.]
- Родни Лейнхардт[англ.]
- «Майкл Коул» Майкл Култхард

### Группировки и команды
- «Дегенераты Икс» (Трипл Эйч, Шон Майклз, Икс-Пак, Дорожный Пёс)
- «Аколиты» (Фаарук и Брэдшоу)
- Эдж и Кристиан[англ.]
- «Изгои нового века»[англ.] (Дорожный Пёс и Билли Ганн)
- Братья Харди[англ.] (Мэтт и Джефф)
- Эдди Герреро и Чайна
- Братья Дадли (Ди-вон и Бубба Рей)
- «Кайентай»[англ.] (Фунаки и Така Мичиноку)
- «Слишком крутые»[англ.] (Скотти Ту Хотти и Гранд Мастер Сексей)
- «Право на цензуру» (Стивен Ричардс, Крёстный отец и Булл Бьюкенен)
- «Связь Скалы и Носка»[англ.] (Скала и Мэнкайнд)
- «T&A»[англ.] (Тест и Альберт)
- Пат Паттерсон и Джеральд Бриско
- Семья Макмэн[англ.] (Винс, Шейн и Стефани)
- Семья Макмэн-Хэлмсли (Трипл Эйч и Стефани Макмэн)

### Секретные персонажи
Данные персонажи не попадают в основной ростер, так как их прототипами выступают рестлеры, не имевшие контракта с WWF на момент выпуска видеоигры (например, из WCW). Исключением стал Биг Шоу, который в этот период был выведен из сюжетов WWF и отправлен в подготовительную площадку Ohio Valley Wrestling из-за плохой физической формы . Элементы тела и экипировки, коронные приёмы и жесты данных персонажей можно получить в ходе прохождения режима сезона. Собрав подходящие элементы, игрок может создать этих рестлеров через режим создания персонажа.
- Unknown A — Рик Флэр
- Unknown B — Кевин Нэш
- Unknown C — Скотт Холл
- Unknown D — Голдберг
- Unknown E — «Стинг» Стив Борден
- Unknown F — Халк Хоган
- Unknown G — Джефф Джарретт
- Unknown H — Скотт Штайнер
- Unknown I — Манами Тойота[англ.]
- Unknown K — Даймонд Даллас Пейдж
- Unknown L — «Букер Ти» Роберт Хаффман-мл.
- Unknown M — «Великий Мута» Кейдзи Муто
- Unknown O — Наоя Огава
- Unknown P — Масахиро Тёно
- Unknown Q — «Дзюсин Лайгер» Кэйити Ямада
- Unknown R — «Биг Ван Вейдер» Леон Уайт
- Unknown S — Мицухару Мисава
- Unknown U — Терри Фанк
- Unknown V — «Кот» Эрнест Миллер[англ.]
- Unknown W — Кэнта Кобаси
- Unknown X — Биг Шоу
- Unknown Y — Кен Шэмрок

## Отзывы
Игра была крайне позитивно оценена критиками и фанатами. 
| Сводный рейтинг         | Сводный рейтинг |
| Агрегатор               | Оценка          |
| ----------------------- | --------------- |
| GameRankings            | 84,27 %         |
| Metacritic              | 90/100          |
| Иноязычные издания      |                 |
| Издание                 | Оценка          |
| EGM                     | 8,83/10         |
| Famitsu                 | 30/40           |
| Game Informer           | 9/10            |
| GamePro                 | [ 12 ]          |
| GameRevolution          | B+              |
| GameSpot                | 8,8/10          |
| IGN                     | 8,9/10          |
| OPM                     | [ 16 ]          |
| X-Play                  | [ 17 ]          |
| PSM                     | 8/10            |
| The Cincinnati Enquirer | [ 19 ]          |